# سبره بني عاطف (السبرة)

تعديل مصدري - تعديل

سبره بني عاطف هي إحدى قرى عزلة بني عاطف بمديرية السبرة التابعة لمحافظة إب، بلغ تعداد سكانها 880 نسمة حسب تعداد اليمن لعام 2004.